# Trofeu Costa Blanca
El Trofeu Costa Blanca és un torneig de pilota que vol servir de pont entre la pilota basca i la valenciana en la modalitat de frontó.
Organitzada per l'empresa basca Aspe i la valenciana ValNet, amb l'ajut de la Federació de Pilota Basca i el patrocini de la Diputació d'Alacant per a promoure la marca Costa Blanca a la fira de turisme Expovacaciones de Bilbao.
El torneig consisteix en partides d'exhibició entre parelles pilotaris de cada empresa. Aquestes partides es juguen al frontó La Esperanza de Sestao, al qual hom col·loca uns taulons de fusta al darrere per a acurtar la llargada de la canxa i simular la paret de rebot valencià. De manera que, entre els 36 metres dels frontons bascos i els 25m dels valencians, els taulons seran als 28m. Així mateix, el material amb què juguen també és diferent: Els bascos acostumen a emprar pilotes de vora 103gr i els valencians amb la pilota de tec (50gr.). Per a l'ocasió ambdós s'han d'avesar a una pilota intermèdia, de 70gr.

## Historial
| Any  | Campió                  | Subcampió               | Resultat | Frontó                |
| ---- | ----------------------- | ----------------------- | -------- | --------------------- |
| 2009 | Lasa III i Xala         | Genovés II i Sarasol II | 32-14    | La Esperanza (Sestao) |
| 2008 | Genovés II i Sarasol II | Lasa III i Ongay        | 32-21    | La Esperanza (Sestao) |